# Cucullia sachalinensis
Cucullia sachalinensis là một loài bướm đêm trong họ Noctuidae.